# Гідрогеологічний басейн
Гідрогеологічний басейн (рос. гидрогеологический бассейн, англ. hydrogeologic basin, нім. hydrogeologisches Bassin (Becken) n) — басейн підземних вод, елемент підземної гідросфери, виділений за положенням геолого-структурних границь різного типу і порядку, гідродинамічних границь (вододілів) потоків підземних вод на основі єдності їх формування і поширення ресурсів (запасів). Розрізняють артезіанські басейни, басейни ґрунтових, тріщинних вод і басейни підземного стоку.